# Cruzeiro do Sul (kommun i Acre)
Cruzeiro do Sul är en kommun i Brasilien.   Den ligger i delstaten Acre, i den västra delen av landet, 2 900 km väster om huvudstaden Brasília. Antalet invånare är 78 444.
Följande samhällen finns i Cruzeiro do Sul:
- Cruzeiro do Sul

I omgivningarna runt Cruzeiro do Sul växer i huvudsak städsegrön lövskog. Runt Cruzeiro do Sul är det glesbefolkat, med 10 invånare per kvadratkilometer.